# Carl Nilsson (bokhandlare)
Carl Theodor Nilsson, född 1859, död 1905, var en svensk antikvariatsbokhandlare.
Nilsson var anställd på Klemmings antikvariat 1870–78 varifrån han gick vidare till en tjänst på Looströms bokhandel. Han arbetade där i två år innan 1880 bytte arbete till Oscar Janssons bokhandel i Borås. Han stannade även där i två år. År 1882 tog han tjänst vid  Quidings antikvariat i Lund där han blev kvar fram till 1890. Nilsson blev ägare till antikvariatet under de sistnämnda åren.
År 1895 flyttade Nilsson åter till Stockholm och blev föreståndare för Klemmings antikvariat, vilket han var till sin död. 
Enligt Isidor Bonnier var Nilsson:
| ”                | begåvad med ett sällsynt starkt minne, kände han till all slags äldre och nyare litteratur. Ivrig i sina självstudier blev han en synnerligen framstående antikvarie, varom hans omsorgsfullt utarbetade kataloger buro vittnesbörd, och som högt uppskattades av bokkännare i både Sverige och utlandet. | „ |
| – Isidor Bonnier | |   |